# Europa Star 2009
Pour un article plus général, voir Europa Star.
La 6e édition du programme Europa Star est un programme d'émission de pièces commémoratives ayant eu lieu en 2009 dans plusieurs États européens frappant des pièces en euro ; le thème commun était le « patrimoine européen ».
| Pays               | Sujet                                                           | Valeur faciale | Sortie          | Notes                                                                                                |
| ------------------ | --------------------------------------------------------------- | -------------- | --------------- | --- |
| Autriche           | Joseph Haydn (200e anniversaire de la mort)                     | 5 €            | 14 janvier 2009 | |
| Belgique           | Érasme (500 ans de "l'Éloge de la Folie")                       | 10 €           | février 2009    | seconde pièce en or avec valeur faciale de 50 €                                                      |
| Espagne            | Philippe II d'Espagne                                           | 10 €           | -               | seconde pièce en or avec valeur faciale de 200 €                                                     |
| Finlande           | Fredrik Pacius (200e anniversaire)                              | 10 €           | 6 février 2009  | |
| France             | Le Concorde (40e anniversaire)                                  | 10 €           | -               | autre pièce en argent avec valeur faciale de 50 € et autres pièces en or avec valeur faciale de 50 € |
| Hongrie            | Jean Calvin (500e anniversaire)                                 | 5000 Ft        | 29 octobre 2009 | |
| Irlande            | Billets de banque type "Ploughman" (80e anniversaire)           | 10 €           | 6 mai 2009      | seconde pièce en or avec valeur faciale de 20 €                                                      |
| Italie             | Guglielmo Marconi (100e anniversaire du Prix Nobel de physique) | 10 €           | -               | seconde pièce en or avec valeur faciale de 20 €                                                      |
| Lettonie           | Sapin de Noël                                                   | 1 lats         | -               | |
| Malte              | La Castellania à La Valette                                     | 10 €           | 19 juin 2009    | seconde pièce en or avec valeur faciale de 50 €                                                      |
| Portugal           | la langue portugaise                                            | 2,50 €         | 1er avril 2009  | |
| République tchèque | Première loi de Kepler (400e anniversaire)                      | 200 Kč         | 21 octobre 2009 | |